# Gunsmith Cats (série télévisée d'animation)
Autre
Gunsmith Cats (ガンスミス キャッツ, Gansumisu Kyattsu) est un anime japonais en 3 épisodes de 29 minutes, créée d'après le manga éponyme de Kenichi Sonoda et diffusée sous forme d'OAV.

## Synopsis
Rally Vincent tient une armurerie à Chicago avec son assistante Minnie Mey. Mais dans les faits, leur activité principale est celle de chasseuses de primes. Si Rally, passionnée d'armes à feu (normal pour une armurière…) est une tireuse hors pair avec son CZ 75, Mey est une spécialiste des explosifs. Ensemble elles forment un duo pour le moins détonnant, avec l'aide de Beckie, leur informatrice.

## Fiche technique
- Année : 1995 - 1996
- Réalisation : Takeshi Mori
- Character design : Kenichi Sonoda, Tokuhiro Matsubara
- Directeur de l'animation : Kazuya Murata
- Créateur original : Kenichi Sonoda
- Musique : Peter Erskine
- Animation : Oriental Light and Magic
- Licencié en France par : Kazé
- Nombre d'épisodes : 3

## Doublage
|                     | Japonais           | Français         |
| ------------------- | ------------------ | ---------------- |
| Minnie May Hopkins  | Kae Araki          | Joëlle Guigui    |
| Rally Vincent       | Michiko Neya       | Sybille Tureau   |
| Becky Farrah        | Aya Hisakawa       | Dominique Vallée |
| Bill Collins        | Hōchū Ōtsuka       | Antoine Tomé     |
| Jonathan Washington | Michihiro Ikemizu  | Frédéric Cerdal  |
| Natasha Radinov     | Yoko Soumi         |                  |
| Cathy               | Akiko Hiramatsu    |                  |
| George Black        | Daisuke Gouri      |                  |
| Roy Coleman         | Ikuya Sawaki       |                  |
| Gray                | Kenichi Ono        |                  |
| Jody                | Toranori Yoshikawa |                  |

## Épisodes
1. Zone neutre (The Neutral Zone)
2. Lame de fond (Swing High!)
3. Haute voltige (High Speed Edge)